# Позивање на мотив
Позивање на мотив је логичка грешка која настаје када се доводи у питање мотив особе која износи аргумент уместо да се нападне сам тај аргумент. Ово је посебна врста грешке аргумент против човека мада понекад грешка може бити употребљена унапред, када је уједно и тровање бунара. Проблем је управо у томе што се фокус скреће са самог аргумента на наводни мотив који је покренуо говорника да изнесе тај аргумент. Стога је ова грешка уједно и црвена харинга.
Катактеристика грешке позивање на мотив јесте то да се само представља могућност, ма колико мала била, да постоји некакав мотив. Међутим, не показује се да тај мотив заиста и постоји или да је, ако постоји, стварно утицао на изнесени аргумент и његов закључак.
Најчешће не постоје докази за мотив на који се позива, јер би било потребно да нападач телепатски сазна тајне мотиве и њихову везу са изнесеним аргументом. Чак и када мотив заиста постоји и још се докаже да је утицао на креирање аргумента, то и даље није доказ да је сам изнесени аргумент погрешан. Сваки аргумент је валидан сам по себи и може бити валидан чак и ако су мотиви за његово креирање погрешни или лоши.

## Примери
- Наравно да твој свештеник верује у Бога. У супротном би остао без посла.Чињеница је да свештеници атеисти нису пожељни, али то не значи да сви свештеници верују у Бога само због посла.

- Научници заговарају опасност од глобалног загревања јер им је потребно финансирање. Чињеница је да научницима треба финансирање и да често нису довољно плаћени, али то не значи да износе тврдње које нису тачне. Научни метод то не допушта, јер ће остали научници поновити експеримент и доказати да су подаци фалсификовани или нетачни.

- Организација за заштиту природе је промовисала „закон о слоновачи“ у Великим шумама само да би прикупила средства од јавности за куповину више заштићеног земљишта.[4]
- Судија је родом из Њујорка, тако да је његово суђење очигледно било пристрасно према тимовима из Њујорка. У овом случају, теза се састоји од судијских пресуда.
- Мој противник се непрестано залаже за то да се дозволи изградња тог тржног центра у центру града. Оно што вам неће рећи јесте да његова ћерка и њени пријатељи планирају да купују тамо када се отвори.